# بهائیت در ایران
آئین بهائی، دیانتی جهانی است که در میانه قرن نوزدهم از ایران آغاز شد. در حال حاضر بهائیان از پیشینه‌های نژادی، قومی و اعتقادی مختلف در اکثر کشورهای جهان زندگی می‌کنند و در ایران پس از مسلمانان پرجمعیت‌ترین جامعهٔ دینی را تشکیل می‌دهند.
ایران بستر بسیاری از وقایع مهم تاریخ آئین بهائی است و بسیاری از متون مقدس بهائی به زبان فارسی نازل شده‌است. این کشور زادگاه سه شخصیت برجسته و محوری آئین بهائی یعنی سید علی‌محمد باب، بهاءالله و عبدالبهاء و همچنین پیروان اولیهٔ آنهاست که در این میان می‌توان به حروف حیّ، حواریون بهاءالله و ایادیان امرالله اشاره کرد.
اگر چه در ابتدا اکثریت باورمندان به آئین بهائی در ایران پیشینه بابی یا شیعی داشتند، ولی بعدها ایرانیان از پیشینه‌های گوناگون مذهبی به این آئین گرویدند. به عنوان مثال در اواخر قرن نوزدهم و نیمه اول قرن بیستم شمار قابل توجهی از ایرانیان یهودی و زرتشتی بهائی شدند.
از بدو پیدایش آئین بهائی، بهائیان ایران در تلاش برای ترویج و اجرائی کردن آموزه‌هایی بهائی در این کشور بوده‌اند - آموزه‌هایی مانند تلفیق خدمت و عبادت، برابری زنان و مردان، تعلیم و تربیت به عنوان یک اولویت با تأکید بر آموزش دختران و زنان و همچنین اداره امور جامعه بر اساس تشکیل شوراهایی که به صورت دموکراتیک انتخاب می‌شوند. بهائیان همچنین اقداماتی در زمینه تأسیس مدارس مدرن، تعاونی‌های کشاورزی و مراکز درمانی، ترویج بهداشت عمومی و سواد آموزی و آموزش به خصوص برای دختران و زنان انجام داده‌اند. بهائیان در عین حال از بدو پیدایش آئین بهائی انواع گوناگونی از آزار و اذیّت را تجربه کرده‌اند، از نفرت‌پراکنی‌های مستمر گرفته تا سرکوب فرهنگی و اجتماعی، محرومیت از تحصیل، خفقان اقتصادی، دستگیری‌های خودسرانه، زندان و اعدام. وب‌سایت «خانهٔ اسناد بهائی‌ستیزی در ایران» هزاران سند، گزارش، شهادت‌نامه، عکس و فیلم جمع‌آوری کرده‌است که نشان‌دهندهٔ تلاش روحانیون و حکومت برای سرکوب و نابودی جامعه بهائی ایران، به ویژه بعد از انقلاب سال ۱۹۷۹ می‌باشد.
پس از انقلاب سال ۱۳۵۷ سرکوب و آزار بهائیان از سوی حکومت جنبه‌های مختلفی به خود گرفت و به‌طور فراگیر، سیستماتیک و بی‌وقفه ای ادامه پیدا کرد. موسسات اداری بهائی تعطیل شد و بیش از دویست بهائی از جمله اعضای نهادهای دموکراتیک بهائی اعدام شدند. توجه جامعه جهانی به نقض حقوق بهائیان در ایران افزایش پیدا کرد و در نتیجه حمایت‌های بین‌المللی از حقوق ایشان بیشتر شد و اکنون مجمع عمومی و نهادهای مختلف سازمان ملل متّحد، مقامات و دولت‌های مختلف و سازمان‌های بین‌المللی و حقوق بشری در کشورهای گوناگون، اقدامات حکومت ایران در قبال شهروندان بهائی خود را پیوسته محکوم می‌کنند. علاوه بر آن، ایرانیان هم در خارج و هم در داخل ایران به‌طور فزاینده‌ای از حقوق هم‌وطنان بهائی خود در ایران دفاع می‌کنند و اعتراض خود را به گوش حکومت ایران نسبت به اذیّت و آزارهای سیستماتیک می‌رسانند به شکلی که از همان ابتدا، واکنش و اعتراض بین‌المللی در جلوگیری از تشدید خشونت، آزار و اذیّت علیه بهائیان در ایران تأثیر بسزایی داشته‌است.
با وجود سرکوب‌های شدید، اکثر بهائیان ترجیح داده‌اند که برای احقاق حقوق خود و کمک به بهبودی و پیشرفت ایران در این کشور بمانند. جامعهٔ بهائیان ایران در زیر فشار حکومت تبدیل به یک جامعه‌ای خودجوش و پویا شده‌است که با نفی کامل خشونت و فرهنگ نفرت، استقامت سازنده و صلح‌آمیز را به جای درگیری با حکومت یا دست‌کشیدن از عقیده و ایمان، که در تضاد با تعالیم بهائی است، در پیش گرفته‌است. از نمونه‌های این نوع راهکار می‌توان به تأسیس دانشگاه علمی آزاد که در سال ۱۳۶۶خ به منظور فراهم کردن امکان تحصیلات عالیه برای بهائیان محروم از تحصیل ایجاد شد اشاره کرد. دانشگاه علمی آزاد به عنوان یکی از معدود مؤسّسات خودجوش شناخته می‌شود که در یک جامعهٔ بسته و محدود امکان تحصیلات دانشگاهی را برای محرومان از این حق فراهم می‌کند. از این دانشگاه به عنوان نمونه‌ای از استقامت سازنده و صلح‌آمیز در برابر ظلم و نمونه‌ای از توان‌مندسازی از طریق آموزش یاد می‌شود.

## شخصیت های محوری

### سید علی محمد باب
بهائیان منشأ آیین خود را در ظهور سیّد علی‌محمّد باب، که در سال ۱۲۲۳ شمسی در شیراز ظاهر شد می‌دانند. باب اظهار داشت که او یک فرستادهٔ الهی است و مأموریت آماده‌سازی مردم برای ظهور قریب‌الوقوع موعود همهٔ ادیان (یعنی مَن یُظهِرُهُ الله به معنی کسی که خدا او را ظاهر خواهد کرد) را دارد. سید باب از نسل محمّد بود و در ۲۰ اکتبر ۱۸۱۹ متولد شد. وی لقب باب - به معنی دروازه - را برای خود برگزید، بدان معنا که او حامل ظهوری الهی است، ظهوری که مقدر است نه تنها اسلام را متحول سازد بلکه حیات معنوی نوع بشر را جهتی جدید بخشد. پایه و اساس الهیات باب این بود که دورهٔ جدیدی در تاریخ بشر آغاز شده که طی آن، وحدت همهٔ ادیان و ماهیت تکاملی آنها از سوی آفریدگار روشن و مشخص می‌شود. سیّد باب اعلام کرد که او اوّلین مظهر ظهور (پیام‌آور) از دو مظهری است که از سوی پروردگار برای آماده‌سازی بشریت و دعوت آن به دورهٔ بلوغش آمده‌است. وی آن را دوره‌ای که بشریت به یک فهم کلی از وحدت بشر و اتحاد جهانی خواهد رسید می‌دانست. بهائیان معتقدند که آموزه‌های باب زمینه را فراهم کرد تا در نهایت جامعه‌ای با ویژگی‌هایی همچون وحدت ملّت‌ها، همزیستی ادیان، حقوق برابر همهٔ مردم و یک نظم جهانیِ مبتنی بر اخلاق، شفقت، مشورت، مدارا و دموکراسی پایه‌گذاری شود. علاوه بر این سید باب در آثارش بر بهبود وضعیت زنان، حذف طبقهٔ روحانی، جستجوی مستقل حقایق معنوی، سیر تکاملی و تداوم ظهور ادیان، و اهمیت ایمان به پیامبری که بعد از او ظاهر می‌شود تأکید کرد.
روحانیون مسلمان ایران دست به دشمنی با سید باب و خشونت علیه طرفداران او (که بابی نامیده می‌شدند) زدند. آنان با اصرار بر اینکه وحی الهی با پیامبر اسلام به پایان رسیده، آموزه‌های باب را بدعت‌آمیز خواندند و آنها را موجب بی‌ثباتی منافع حاکم وقت جلوه دادند. آنان با مخدوش‌سازی افکار مقاماتی که بیم از دست دادن موقعیت خود را داشتند دست به آزار و شکنجهٔ بابیان زدند. تخمین زده می‌شود که در ایران حدود ۲۰٬۰۰۰ بابی در دوران قاجار کشته شدند.
حکومت قاجار سید باب را به دورترین نقاط ایران در آذربایجان تبعید کرد، و به تحریک روحانیون به اذیت و آزار، شکنجه و قتل پیروان باب در سراسر ایران پرداخت و در نهایت شش سال بعد از آغاز جنبش بابی، باب را در سن ۳۱ سالگی به همراه یکی از پیروانش در تبریز تیرباران کرد. کمی بیش از یک دهه از اعدام باب و کشتار بسیاری از بابیان در ایران، بهاءالله خود را موعود آئین بابی یا همان من یُظهِره‌الله نامید. اکثر بابیان به او ایمان آوردند و بعدها بهائی نام گرفتند. بهاءالله پیامبر و مؤسس آئین بهائی است.

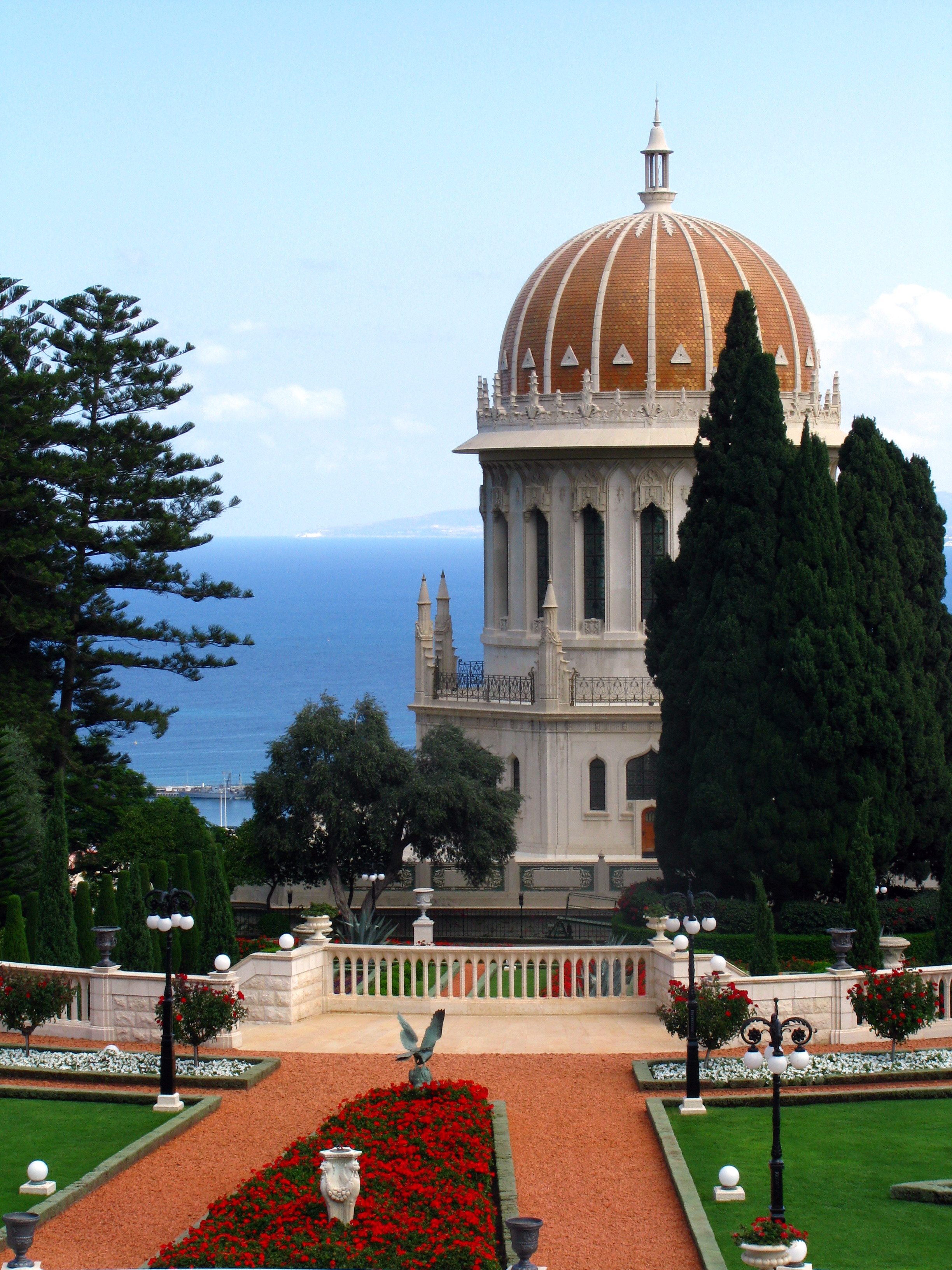
آرامگاه باب در دامنه کوه کرمل در حیفا

### بهاءالله
میرزا حسین علی نوری، ملقب به بهاءالله، (۱۱۹۶–۱۲۷۱ هجری شمسی، ۱۸۱۷–۱۸۹۲ میلادی) در بیست و هفت سالگی، با مطالعهٔ برخی از آثار باب که از طریق مُلاحسین بشرویه‌ای (اولین مؤمن به باب) به‌دست او رسیده بود به او ایمان آورد و به ترویح آئین باب پرداخت. حکومت قاجار به تحریک روحانیون به آزار و اذیت و کشتار بابیان پرداخت و باب را که چند سال در آذربایجان زندانی بود به همراه یکی از پیروانش در تبریز تیرباران کرد. سه سال بعد از اعدام باب بهاءالله به زندان افتاد و مدت چندین ماه در غل و زنجیر نگه داشته شد. بهاءالله در این زندان شاهد اعدام بسیاری از دوستان بابی‌اش بود. وی می‌نویسد که در این سیاه‌چال، چندین بار حالات عرفانی-معنوی را تجربه کرده و به مقام رسالت خود آگاه شده‌است. بعد از آزادی از زندان یک ماه به او فرصت داده شد تا از ایران خارج شود. بهاءالله برای ترک ایران عراق را انتخاب می‌کند و به همراه خانواده و دو برادرش ایران را به قصد عراق ترک کرد. آن‌ها پس از یک سفر سخت و عبور از مناطق کوهستانی در سرمای زمستان در اوایل آوریل ۱۸۵۳ وارد بغداد شدند.
در بغداد بهاءالله به تدریج به عنوان رهبر جامعهٔ بازماندهٔ بابیان شناخته شد و به احیای جامعه به شدت سرکوب شده و نابسامان بابی پرداخت. او در آثار خود درکی جدید از دین بابی را در اختیار بابیان قرار داد. تعداد پیروان او به شکل فزاینده‌ای رشد کرد و ظرف مدت کوتاهی هم بابی‌ها و هم مقامات ایرانی و عثمانی او را به عنوان رهبر برجسته بابیان شناختند.
حکومت ایران که از احیای جامعهٔ بابی تحت رهبری بهاءالله نگران بود مقامات عثمانی را مورد فشار قرار داد تا بهاءالله و یاران در حال فزونی او را به محلی دورتر از مرزهای ایران تبعید کند. مقامات عثمانی این موضوع را قبول کرده و بهاءالله را در ۱۸۶۳ به استانبول فراخواندند.
در ۲۱ آوریل ۱۸۶۳ قبل از حرکت به استانبول بهاءالله و همراهانش برای دوازده روز در باغ نجیب پاشا در حومه بغداد اقامت کردند. در این مکان بود که بهاءالله به بابیان حاضر اعلان کرد که او پیام‌آور الهی و همان موعودی است (من‌یظهره‌الله) که باب به آمدنش وعده داده. این مناسبت در بین بهائیان به عید رضوان شناخته می‌شود.
پس از چهار ماه سفر زمینی بهاءالله و همراهانش به استانبول وارد شدند. پس از حدود سه و ماه نیم اقامت در استانبول، مسئولان حکومت عثمانی دستور تبعید بهاءالله به ادرنه را دادند. بهاءالله چهار سال و نیم در ادرنه اقامت داشت. در دوران اقامتش در ادرنه بود که شروع به اعلان عمومی رسالت خود نمود. این اعلان عمومی در قالب صدور نامه‌هایی به پادشاهان و سران ممالک صورت گرفت. که می‌توان از آن جمله نامه‌هایی به ناپلئون سوم در فرانسه، پاپ اعظم (پی نهم)، ناصرالدین شاه پادشاه ایران و سلطان عبدالعزیز ترکیه اشاره نمود. وی در این نامه‌ها خود را موعود تمامی ادیان که برای اتحاد نوع بشر ظهور کرده خواند و سران کشورها را به پذیرش رسالت خود دعوت نمود و از آنها خواست تا از مسابقه تسلیحاتی و تحمیل هزینه‌های آن بر مردم دست بکشند، برای حل و فصل اختلافاتِ موجود و دستیابی به صلح گرد هم جمع شوند و با ایجاد امنیت جمعی از آن پاسداری کنند. بهاءالله در این نامه‌ها همچنین از دموکراسی، حکمرانی قانون و تساوی برای همگان بدون در نظر گرفت دین پشتیبانی نمود.
در سال ۱۸۶۸ حکومت عثمانی بار دیگر دستور تبعید بهاءالله را صادر کرد و او و گروهی از پیروانش در ۳۱ اوت ۱۸۶۸ وارد زندان-شهر عکا شدند. برای دو سال بهاءالله و همراهانش در شرایط بسیار دشوار و نامناسبی در قلعه‌ای محبوس بودند و چندین نفر از همراهان بهاءالله و یکی از پسرانش به اسم میرزا مهدی به دلیل بیماری و سختی شرایط درگذشتند. بهاءالله و همراهانش در ۱۸۷۰ اجازه یافتند زندان را ترک کنند ولی همچنان زندانی به‌شمار می‌رفتند و اجازه خروج از شهر عکا را نداشتند.
در ۱۸۷۷ بهاءالله اگرچه همچنان یک زندانی بود اجازه یافت که از شهر عکا خارج شود. او ابتدا برای حدود دو سال در عمارتی در شمال عکا به نام مزرعه ساکن شد و سپس از ۱۸۷۹ تا هنگام درگذشت در ۱۸۹۲ در بهجی سکونت گزید. او در ۲۹ ماه مه سال ۱۸۹۲ میلادی به دنبال تب خفیفی در سن ۷۵ سالگی در بهجی درگذشت و در محوطه عمارت بهجی به خاک سپرده شد.

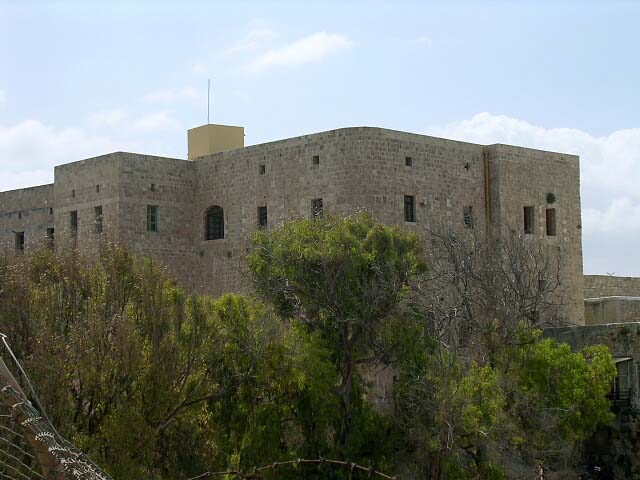
زندانی که بهاءالله دو سال در آن در عکا زندانی بود.

بهاءالله کتاب‌ها، نامه‌ها (الواح) و ادعیه و مناجات‌های بسیاری نگاشت، که از آن میان حدود پانزده هزار نامه و متن تا به حال شناسایی شده‌است. از جمله این آثار می‌توان به کتاب ایقان، کلمات مکنونه، جواهر الاسرار، چهار وادی، هفت وادی، کتاب عهدی و کتاب اقدس اشاره کرد. بهاءالله در کتاب اقدس که آن را در عکا به درخواست پیروان خویش برای احکام دینی به رشته تحریر درآورد، طبقه پیشوایان دینی را در آئین بهائی منسوخ می‌نماید، نظم اداری بهائی که در راس آن بیت العدل اعظم قرار دارد را تشریح و قوانین مدنی، کیفری، اخلاقی و دینی بهائی را که قرار است با تفسیرهای رسمی و یک نظام اداری همراه باشد مشخص می‌نماید. در آثار بهاءالله بارها آمده‌است که مخاطب پیام او همه نوع بشر است و هدف از آموزه‌های او بازسازی عالم و ترقّی بشریت به عنوان یک کل است. او به‌طور مشخص اصل یگانگی نوع انسان را اعلان می‌دارد، سران ممالک را ترغیب می‌کند تا برای حل و فصل اختلافاتِ موجود و دستیابی به صلح گرد هم جمع شوند و با ایجاد امنیت جمعی از آن پاسداری کنند. او همچنین در راستای رسیدن به یک جامعه متحد جهانی خواستار اتخاذ یک زبان و خط بین‌المللی، ترویج یک نظام آموزشی همگانی و اجباری، و تعیین واحد پول و اندازه‌گیری یکسان می‌شود. بهاءالله بر ترکِ تعصبات دینی و نژادی و پرهیز از ملی‌گرایی افراطی تأکید می‌کند. بهاءالله در آثار خود بیان می‌کند که نزد خدا زن و مرد برابر هستند و هیچ‌یک بر دیگری برتری ندارد. آموزه‌های او طرفدارِ جدی آزادی زنان است و تأکید او بر تعلیم و تربیت دختران یکی از نمونه‌های متعددِ حمایت وی از بهبود وضعیت زنان است.
بهاءالله از بهائیان می‌خواهد فضائل اخلاقی چون راستگویی، پاکدامنی، درستکاری، امانت‌داری، وفاداری، ادب، بردباری، عدالت و انصاف را در پیش گیرند و با ادیان دیگر با منشی دوستانه و با محبت معاشرت نمایند. او همچنین از آنها می‌خواهد شهروندان نمونه ممالک محل سکونت خود بوده و نسبت به دولت مطبوع خود صادق، درستکار و وظیفه‌شناس باشند، به هیچوجه سبب خشونت و فساد نشوند، و از تعصب، غرور، مجادله، نزاع، غیبت و افتراء پرهیز کنند. او هر شکلی از خشونت مذهبی به خصوص جهاد را محکوم و ممنوع اعلام می‌کند، و به تفصیل از نقش دین به عنوان عاملی بازدارنده برای جلوگیری از جرم و حفظ نظم اجتماعی سخن می‌گوید. بهاءالله همچنین جمع‌آوری صدقه، رهبانیت و بطالت را نفی و بر ضرورت اشتغال به کار تأکید می‌کند.
در اندیشه بهاءالله ذات خداوند قابل شناخت نیست و انسان‌ها او را از طریق تجلی او در پیامبرانش می‌شناسند. به عقیده بهاءالله خداوند خود را در این جهان به واسطه پیام‌آورانش در یک فرایند تدریجی-ادواری، و منطبق با استعداد درک بشر و مقتضیات زمان و محیط، متجلی می‌سازد. ادیان از طریقِ فرایندِ «ظهور تدریجی وحی» به هم پیوند می‌خورند. این فرایند متناوب و در عین حال تکاملی است. با ظهور هر دینی «حقایق ابدی» (اصول معنوی و اخلاقی) که در دین قبل با گذشت زمان و تمسک کورکورانه به سنت به فراموشی سپرده شده بود دوباره زنده می‌شود. در این نگاه، ظهور پیاپی ادیان را می‌توان به آمدن فصل بهار تشبیه کرد، با آمدن هر بهاری شکوفایی و نوزایی جایگزین سرما و مرگِ زمستانِ قبل می‌شود. در تعالیم بهاءالله، حقایق دینی نسبی هستند و سیری تکاملی می‌پیمایند به این معنی که آموزه‌های دینی از طریق ظهور دائمی ادیان با تغییر مقتضیات زمان و ظرفیت فهم بشر تغییر می‌کنند. در دیدگاه بهاءالله، پیامبران هم دارای مقام انسانی و هم مقام الهی هستند. در مقام الهی از آنجا که همگی تجلی خداوند واحد هستند و اسماء و صفات او را منعکس می‌کنند در حقیقت یکی هستند، ولی در مقام انسانی شخصیتهای انسانی متفاوتی دارند.

### عبدالبهاء
عباس افندی (۱۲۲۳–۱۳۰۰ هجری شمسی، ۱۸۴۴–۱۹۲۱ میلادی) فرزند ارشد بهاءالله که به نام عبدالبهاء شناخته می‌شود، سومین شخصیت محوری آیین بهائی است که پدرش بهاءالله آنچنانکه در کتاب اقدس و نیز در کتاب عهدی اشاره کرده‌است، وی را به مقام جانشین، مبیّن و مفسر متون بهائی برگزید. او در فاصلهٔ سال‌های ۱۸۹۲ تا ۱۹۲۱ میلادی مسئولیّت ادارهٔ جامعهٔ بهائی را برعهده داشت. بهائیان عبدالبهاء را مفسّر و تبیین کنندهٔ رسمی آثار بهائی، جلوهٔ تمامی آرمان‌ها و ایده‌آل‌های بهائی و معمار نظم جهانی بهاءالله می‌دانند.
در زمان درگذشت بهاءالله، آئین بهائی در ۱۳ کشور جهان در آسیا و آفریقا رشد کرده بود. به رهبری عبدالبهاء، آئین بهائی در اروپا و آمریکا نیز گسترش پیدا کرد و در ایران تقویت شد – اگرچه آزار و اذیت‌ها نسبت به بهائیان آن کشور همچنان ادامه پیدا کرد.
در زمان حیات بهاءالله، او منشی و نماینده پدرش بود. عبدالبهاء اکثر عمر خود را در زندان و تبعید به سر برد. ۹ ساله بود که به همراه پدر به عراق تبعید شد و در نهایت در ۶۴ سالگی (در سال ۱۹۰۸ میلادی) با آزادی تمامی زندانیان عقیدتی امپراتوری عثمانی در نتیجهٔ انقلاب جوانان تُرک، بعد از بیش از پنج دهه از تبعید و زندان رهایی یافت. او بعد از آزادی برای انتشار آئین بهائی و ترویج آموزه‌های پدر به مصر، اروپا و آمریکای شمالی سفر کرد. سفرهای سه ساله او در غرب نقش به سزایی در ایجاد جوامع بهائی در آنجا و انتشار آئین بهائی در سایر نقاط دنیا ایفا نمود. در آمریکای شمالی به حدود ۴۵ شهر در ایالات متحده و کانادا سفر کرد. در این سفر حدود ۳۷۳ سخنرانی داشت و جمعاً حدود ۹۳ هزار نفر مخاطب وی قرار گرفتند. عبدالبهاء در اروپا و آمریکا به نام پیامبر صلح معروف شد. مطبوعات آن زمان، اغلب او را «پیامبر ایرانی» می‌نامیدند. عده‌ای از صاحب‌نامان غرب چون الکساندر گراهام بل مخترع تلفن، پرزیدنت روزولت رئیس‌جمهور سابق ایالات متحده آمریکا و آدمیرال پری کاشف قطب جنوب در این اسفار با وی دیدار کردند.

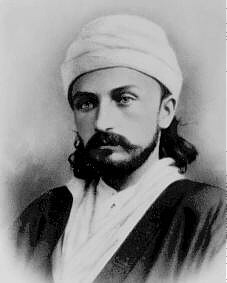
عبدالبهاء در جوانی

عبدالبهاء اغلب در سخنرانی‌های خود در غرب، اعتقادات اساسی و اصول آئین بهائی را شرح می‌داد، از جمله اینکه: هر فرد باید خود به‌طور مستقل و به دور از تعصّب به جستجوی حقیقت بپردازد، تمام ادیان الهی جلوه‌های مختلف یک حقیقت واحد هستند، دین باید در هماهنگی با علم و عقل باشد، نوع انسان یکی است و همه در مقابل خداوند برابرند، تعصّبات دینی، سیاسی و ملّی مخرّب و مبتنی بر جهل است، فقر شدید و ثروت مفرط باید از میان برداشته شود، همهٔ افراد باید در مقابل قانون یکسان باشند و عدالت در اجتماع برقرار باشد، زنان و مردان با هم برابرند و باید از حقوق برابر مخصوصاً در امر آموزش برخوردار باشند، دین باید باعث محبت و وفاق بین مردم شود، در غیر این صورت بی‌دینی بهتر است همهٔ کودکان باید آموزش دریافت کنند و دین باید از سیاست جدا باشد. عبدالبهاء همچنین به موضوع صلح بسیار در سخنرانی‌های خود توّجه می‌کرد و هشدار می‌داد که ناآرامی‌ها در منطقهٔ بالکان می‌تواند به جنگی تبدیل شود که سراسر اروپا را بگیرد. همچنین در آمریکا، برای مسئلهٔ روابط نژادی اهمیّت ویژه‌ای قائل بود و افراد از نژادهای مختلف را تشویق می‌کرد که به دنبال یافتن نقاط مشترک و همکاری باشند. وی هم در آمریکا و هم در اروپا با فقرا ملاقات می‌کرد و بر وظیفهٔ اجتماعی ثروتمندان در قبال فقرا تأکید می‌نمود.
عبدالبهاء در ماه ژوئن ۱۹۱۳ بعد از سه سال سفر در غرب از طریق مصر به حیفا بازگشت. در مدّتی کمتر از یک سال با آغازجنگ جهانی اول در اوت ۱۹۱۴ دیگر امکان سفرهای بیشتر برای وی وجود نداشت. آن روزها دوران خطرناکی برای وی و اطرافیان‌اش بود و عبدالبهاء از طرف جمال پاشا، فرماندار جدید سوریه مورد تهدید قرار گرفته بود. سال‌های جنگ باعث وقوع قحطی در منطقه شد که عبدالبهاء با تأمین غلات از مزارع تحت اختیار بهائیان در درّهٔ اردن توانست از وقوع فاجعهٔ محلّی جلوگیری کند. با آغاز حکومت قیمومت بریتانیا بر فلسطین، دولت جدید در تاریخ ۲۷ آوریل ۱۹۲۰ میلادی به دلیل «تلاش‌های انسان‌دوستانه در طول جنگ جهانی اول» لقب سلطنتی «سِر» به او داد. عبدالبهاء سال‌های بعد از جنگ را به رسیدگی به امور جامعهٔ بهائی پرداخت. وی علاوه بر اینکه در این دوران یک چهرهٔ برجستهٔ محلّی بود، به عنوان رهبر یک آئین بین‌المللی نیز شناخته می‌شد.
عبدالبهاء در سال ۱۹۲۱ درگذشت. جمعیتی بالغ بر ۱۰٬۰۰۰ نفر از جمله کمیسر عالی فلسطین، فرماندار اورشلیم، والی فنیقیه، مقامات ارشد دولت، کنسول‌های کشورهای مختلف در حیفا، سران جوامع مختلف مذهبی فلسطین، یهودیان، مسیحیان، مسلمانان، دروزها، مصری‌ها، یونانی‌ها، ترک‌ها و کردهای سرشناس و انبوهی از دوستان آمریکایی، اروپایی و بومی او، مردان، زنان و کودکان در تشییع جنازه او شرکت کردند.

## مؤسّسات اداری بهائی
جامعهٔ بهائی طبقه روحانیون و مجتهدان دینی ندارد و امور جامعهٔ خود را از طریق نظامی از مؤسسات انتخابی که بر پایهٔ اصول مشورت و تصمیم‌گیری جمعی می‌باشد، اداره می‌کند. این موسسات به تدریج و در طی چند مرحله شکل گرفتند و در جوامع بهائی همه‌گیر شدند. اصول این نظام در آثار بهاءالله، مؤسس آئین بهائی، آمده‌است. عبدالبهاء و شوقی ربانی جزئیات اصول این نظام را تشریح کردند و به مرحلهٔ اجرا درآوردند.
از ابتدای ظهور این آیین در ایران تا اواخر قرن نوزدهم، امورات مذهبی و اجتماعی جوامع بهائی از طریق مشورت‌های غیررسمی و کدخدامنشی‌های بهائیان سرشناس در هر محل صورت می‌گرفت. ایادیان امرالله که توسط بهاءالله منسوب شده بودند، مسئولیت تبلیغ، صیانت امر، و تا حدودی همکاری در توسعهٔ عمدهٔ جوامع را بر عهده داشتند. بر اساس رهنمودهای عبدالبهاء، محافل شُوری در آذربایجان تشکیل شدند که به تدریج به دیگر استان‌ها هم گسترش یافتند. در سال ۱۲۷۶ شمسی، یعنی شش سال بعد، هیئت شور تهران شکل گرفت و در ۱۲۸۲ شمسی رسماً با چهار ایادی و پنج نفر دیگر که خود این ایادیان انتخاب کرده بودند یک محفل تشکیل گشت. این اوّلین محفل روحانی محلی بود که در تهران تأسیس شد و هر هفته جلساتی برگزار می‌کرد تا به امورات جامعه رسیدگی کند.
بر اساس الگوی شکل گرفته در تهران، محافل محلی دیگری هم به تدریج در دیگر نقاط ایران تشکیل شدند، و در سال ۱۲۹۹ شمسی، پیروان آیین بهائی به تدریج اصول انتخابات بهائی در تشکیل این محافل و نقش قانونی و اجرایی و حقّ هدایت امور جامعه را توسط این محافل به رسمیت شناختند.
گزارش‌های آماری از سال ۱۳۲۹ شمسی حاکی از آن است که مناطقی که بهائیان ایران در آن ساکن بودند رشد چشم‌گیری در تعداد محافل روحانی داشته‌است. در آن سال تعداد ۲۸۰ محافل روحانی در ۷۱۲ منطقه بود، امّا تعداد محافل روحانی در سال ۱۳۴۷ شمسی به رقم ۵۶۰ در ۱۵۴۱ منطقه افزایش یافت. در سال ۱۳۵۸ شمسی ۶۷۹ محفل روحانی در ۱۶۹۹ منطقه گزارش گردید.
در اوّلین کانونشن ملّی بهائیان ایران که در تهران و به مدّت هشت روز از ۶ اردیبهشت ۱۳۱۳ شمسی برگزار شد، اوّلین محفل روحانی ملّی ایران که محل برگزاری جلسات آن در تهران بود انتخاب گردید. این رویدادی مهم در تاریخ جامعهٔ بهائیان ایران محسوب می‌شد. امور اجتماعی و مذهبی جامعهٔ ملّی بهائیان ایران که تا قبل از سال ۱۳۱۳خورشیدی (۱۹۳۴م) توسط محفل مرکزی تهران هدایت می‌شد، پس از آن به محفل روحانی ملی ایران محول گردید. همچنین لجنات ملّی تشکیل گردید تا در ادارهٔ امور به محفل روحانی ملّی کمک کند.
پس از انقلاب، بسیاری از بهائیانی که در نهادهای اداری بهائی در سطوح محلی و ملی خدمت می‌کردند، زندانی، اعدام یا ناپدید شدند. در سال ۱۳۶۲خ، دادستان کل کشور در یک اعلان رسمی خواستار تعطیلی موسسات اداری بهائی شد و عضویت در نهادهای اداری بهائی را جرم دانست. در پاسخ به این اطلاعیه، محفل روحانی ملی بهائیان ایران طی نامه ای سرگشاده مورخ ۱۲ شهریور ۱۳۶۲خورشیدی (۳ سپتامبر ۱۹۸۳م) خطاب به مقامات ایرانی، به تشریح آزار و اذیت بهائیان در جمهوری اسلامی پرداخت و از مردم ایران و حکومت اسلامی خواست حقوق آنها را به عنوان شهروند ایرانی و انسان بازگردانند. این نامه آخرین اقدام محفل روحانی ملی ایران قبل از انحلال داوطلبانه خود بود. بعد از آن جامعه بهائیان ایران تمام موسسات اداری خود را برای نشان دادن حسن نیت تعطیل کرد.

## اذیت و آزار بهائیان
از هنگام پیدایش آئین بابی در سال ۱۸۴۴ میلادی و پس از آن، آیین بهائی در ۱۸۵۲ میلادی بابی‌ستیزی و بهائی‌ستیزی، از سوی عالمان دینی شیعه و حکومت قاجار آغاز شد. دلیل مذهبی بهائی‌ستیزی این بود که برخی مجتهدان دینی و حکومت ادعا می‌کردند پس از اسلام دین جدیدی نباید ظاهر شود. از نظر اجتماعی و سیاسی علّت مخالفت آن بود که در صورت قبول آئین بهائی، قدرت مادی و مذهبی و سیاسی طبقهٔ روحانیون و حکومت با چالش‌های جدّی روبه‌رو می‌شد.

### دوران قاجار
بهائی‌ستیزی در دوران حکومت قاجاریان در ایران به اشکال گوناگون دیده می‌شد. انتشار مطالب بر ضدّ آئین بابی و بهائی و تبعید، حبس، شکنجه و قتل و کشتار پیروان، از روش‌های رایج بهائی‌ستیزی در آن دوران بود.
جنبش بابی از همان ابتدای خود با مخالفت سران قاجار روبه‌رو شد. در فاصلهٔ ۱۸۴۸–۱۸۴۹ شاه ایران حدود ۶ هزار نیروی لشکری و تسلیحات برای مقابله با حدود ۵۰۰ بابی که در مقبرهٔ منتسب به شیخ طبرسی در نزدیکی دریای خزر پناه گرفته بودند فرستاد. در نهایت در ماه مه ۱۸۴۹ بابیان که به علت گرسنگی مفرط تضعیف شده بودند فریب وعدهٔ آتش‌بس نیروهای حکومتی را خوردند اما به محض خارج شدن از پناهگاه خود قتل‌عام شدند. دو حادثهٔ مشابه دیگر در نی‌ریز و زنجان دو شهری که جمعیت بابی بالایی داشتند اتفاق افتاد. هر دو واقعه با قتل‌عام بابیان پایان یافت. در سال ۱۸۵۰، صدراعظم وقت امیرکبیر این‌طور تصمیم گرفت که برای پایان دادن به جنبش بابی بهترین راه، اعدام مؤسس این جنبش است که در آن هنگام در زندان بود. باب در ژوئیهٔ ۱۸۵۰ در تبریز اعدام شد.
خشم و درماندگی بابیان از اعدام باب، در ۱۸۵۲ گروه کوچکی از آنان را تحریک کرد تا به جان ناصرالدین‌شاه سوءقصد کنند. پس از ترور نافرجام ناصرالدین‌شاه با بابیان برخورد شدیدی شد. اگر چه تنها عدهٔ کمی از بابیان مسئول این واقعه بودند اما شاه دستور قتل‌عام بابیان را داد. از تعداد دقیق بابیانی که در این دوران کشته شدند اطلاعی در دست نیست. اما به‌طور کلی این رقم معادل ۲۰ هزار نفر در نظر گرفته می‌شود. گزارش‌های کتبی که شاهدان عینی اروپایی از این دوره برجا گذاشته‌اند، روایت می‌کند که چگونه پیروان باب را با آهن گداخته داغ می‌کردند، سنگسار کرده یا با بستن به توپ دو نیم می‌کردند، و به عنوان هدف برای تمرین استفاده می‌نمودند، جمجمه‌هایشان را می‌شکستند، وارونه از درختان آویزان می‌کردند، دندان‌هایشان را از ریشه بیرون می‌کشیدند، چشم‌هایشان را از حدقه درمی‌آوردند، آن‌ها را مجبور می‌کردند تکه‌های بریده شدهٔ بدن خودشان را بخورند، شمع‌های روشن در بدنشان فرومی‌کردند، پوست کف پای آن‌ها را می‌کندند و در روغن داغ می‌گذاشتند، پاهایشان را نعل می‌زدند و قبل از اعدام کردن آن‌ها را می‌دواندند.

### دوران پهلوی

ویران سازی گنبد حظیره‌القدس تهران به تحریک محمدتقی فلسفی و دستور ارتش در زمان محمدرضا پهلوی

بهائی‌ستیزی در دوران حکومت پهلوی نیز اگرچه نسبت به دوران قاجاریان کمتر بود، ولی به همان اَشکال سابق ادامه داشت. در دوران قاجار آزار و اذیت‌ها بیشتر از طرف عوامل محلی صورت می‌گرفت و حکومت مرکزی گاهی از این برخوردها حمایت می‌کرد و گاهی به دلیل ترس از دست دادن کنترل با آن‌ها مخالفت می‌نمود؛ اما در دوران پهلوی با قوی‌تر شدن حکومت مرکزی، این، خود دولت بود که به تدریج عامل اصلی آزار و اذیت بهائیان شد. در نتیجه شکل آزار از حرکت‌های تهاجمی عوام در دوران قاجار تغییر کرد و ماهیتی اداری به خود گرفت که بیشتر، همراه با بخشنامه‌ها و آیین‌نامه‌های دولتی بود. برای مثال در ۱۹۳۴ دولت به دلیل این‌که یکی از مدارس بهائی در یکی از روزهای تعطیلی بهائی مدرسه را بسته بود، حکم تعطیلی دائم حدود ۶۰ مدرسهٔ بهائی را صادر کرد. همچنین چاپ و انتشار آثار بهائی ممنوع شد و ازدواج بهائی به رسمیت شناخته نمی‌شد.

### دوران جمهوری اسلامی
در دورهٔ جمهوری اسلامی، بهائی ستیزی شکل جدیدِ سیاست رسمی جمهوری اسلامی ایران را به خود گرفت. برخلاف دوران قاجار و پهلوی که بهائیان قربانیان اقدامات پراکندهٔ حکومتی بودند، پس از انقلاب ۱۳۵۷ طرحی مشخص و برنامه‌ریزی‌شده‌ای برای نابودی جامعهٔ بهائی شکل گرفت. آئین بهائی تنها دینی در ایران است که روحانیّت شیعه برای مبارزه با آنان نهاد ویژه‌ای تأسیس کرده‌است.
روح‌الله خمینی پیش از این‌که به قدرت برسد دشمنی خود با بهائیان را اعلام کرده بود و واضح ساخته بود که اقلیت سیصد هزار نفرهٔ بهائیان ایران که بزرگ‌ترین اقلیت دینی کشور بود از حقوق پایهٔ انسانی که سایر اقلیت‌های دینی برخوردار بودند محروم خواهند شد. پس از انقلاب، قانون اساسی جدید کشور به عمد بهائیان را به رسمیت نشناخت و برای آن‌ها هیچ حقی قائل نشد. دادگاه‌های جمهوری اسلامی ایران به نوبهٔ خود از بهائیان در برابر قتل و ضرب و تعرضات دیگر حمایت نمی‌کنند و آنان را مشمول حق دریافت خسارت ندانسته به این ترتیب هر آزار و تجاوزی به بهائیان مجاز انگاشته می‌شود و مصونیت قضایی دارد.
پس از انقلاب، بسیاری از بهائیان سرشناس و بهائیانی را که در نهادهای اداری بهائی در سطوح محلی و ملی خدمت می‌کردند، زندانی، اعدام یا ناپدید شدند. در سال ۱۳۶۲، دادستان کل کشور در یک اعلان رسمی خواستار تعطیلی موسسات اداری بهائی شد و عضویت در نهادهای اداری بهائی را جرم کیفری تلقی کرد. در پاسخ به این اطلاعیه، محفل روحانی ملی بهائیان ایران طی نامه ای سرگشاده مورخ ۳ سپتامبر ۱۹۸۳ خطاب به مقامات ایرانی، به تشریح آزار و اذیت بهائیان در جمهوری اسلامی پرداخت و از مردم ایران و حکومت اسلامی خواست حقوق آنها را به عنوان شهروند ایرانی و انسان بازگردانند. این نامه آخرین اقدام محفل روحانی ملی قبل از انحلال داوطلبانه خود بود. بعد از آن جامعه بهائیان ایران تمام موسسات اداری خود را برای نشان دادن حسن نیت تعطیل کرد.
از آن زمان تاکنون، بیش از ۲۰۰ بهائی ایرانی اعدام شده یا به قتل رسیده‌اند، هزاران نفر دستگیر، بازداشت و بازجویی شده‌اند، و ده‌ها هزار نفر دیگر از شغل، بازنشستگی و فرصت‌های تحصیلات عالی محروم شده‌اند. اماکن مقدس، قبرستان‌ها و اموال جامعه بهائی مصادره، تخریب یا ویران شده‌است. منازل و سایر اموالشان بسیاری از بهائیان مصادره یا آسیب دیده‌است.
سیاست رسمی حکومت ایران در قبال شهروندان بهایی خود در یک یادداشت حکومتی که در سال ۱۹۹۳ توسط گزارشگر ویژه سازمان ملل متحد در مورد وضعیت حقوق بشر در جمهوری اسلامی ایران به دست آمده خلاصه شده‌است. این سند با عنوان «مسئله بهائی» که در سال ۱۹۹۱ توسط شورای عالی انقلاب فرهنگی تهیه شده و به تأیید رهبر جمهوری اسلامی، علی خامنه‌ای رسیده‌است، دستورالعمل‌های خاصی را برای برخورد با بهائیان بیان می‌کند. در این بیانیه آمده‌است که «برخورد نظام با آنان باید طوری باشد که راه ترقی و توسعه آنان مسدود شود». این یادداشت همچنین مجموعه ای از اقدامات برای محدود کردن و سرکوب سیستماتیک بهائیان در زمینه‌های آموزشی، اقتصادی و فرهنگی را تشریح می‌کند. این تفاهم نامه همچنان به قوت خود باقی است.
آزار و اذیت سیستماتیک بهائیان، همواره با نفرت‌پراکنی سیستماتیک حکومتی علیه بهائیان همراه بوده‌است.
در تاریخ ۶ اسفند ۱۳۹۶ علی خامنه‌ای، رهبر ایران، فتوای جدیدی در خصوص «ارتباط و برخورد با بهائیان» در وب‌سایت خود صادر کرد و گفت: «از هرگونه معاشرت با این فرقه ضاله مضلّه، اجتناب نمایید». چنین درخواستی همراه با «فرقه» خواندن و «ضالهٔ مضلّه» نامیدن این آئین از سوی بالاترین مرجع دینی و سیاسی تاکتیکی از سوی این حکومت جهت نفرت‌پراکنی، ایجاد تفرقه بین بهائیان و هم‌وطنان‌شان و انحراف افکار عمومی از مشکلات عمدهٔ مملکت که جمهوری اسلامی به خاطر بی‌کفایتی و فساد آنها را به وجود آورده‌است می‌باشد.
دبیرکل سازمان ملل متحد، بان کی‌مون، در گزارش سال ۲۰۱۶ خود در ارتباط با وضعیت حقوق بشر در ایران، بهائیان را ستم‌دیده‌ترین اقلیت دینی ایران نامید.

## واکنش‌ها به اذیّت و آزار بهائیان

### حمایت بین‌المللی از بهائیان ایران
اندکی پس از تخریب خانهٔ باب در سال ۱۹۷۹ توسط رژیم اسلامی و به دنبال آن، ربوده شدن و قتل ۹ نفر از اعضای محفل ملّی بهائیان که در آن زمان در ایران پس از انقلاب به رتق و فتق امور اداری و روحانی بهائیان می‌پرداختند، بسیاری از نهادهای دولتی خارجی، سازمان‌های حقوق بشر، و افراد برجسته در سراسر جهان شروع به محکوم کردن آزار و اذیّت بهائیان در ایران نمودند. در تاریخ ۱۰ سپتامبر ۱۹۸۰، کمیسیون فرعی منع تبعیض و حمایت از اقلیت‌ها «نگرانی عمیق» خود را در مورد آزار و اذیّت بهائیان در ایران ابراز کرد. این اوّلین قطع‌نامه از این دست توسط یک نهاد سازمان ملل متّحد بود.
از سال ۱۹۷۹، محکومیت همهٔ جنبه‌های آزار و اذیّت فراگیر و بی‌وقفهٔ حکومت ایران بر جامعهٔ بهائی به صورت گسترده، جهانی و مستمر در جریان بوده‌است. مجمع عمومی و نهادهای مختلف سازمان ملل متّحد، پارلمان اروپا، کنگره و سنای آمریکا، سران کشورها، و نمایندگان مجلس در کشورهای گوناگون، اقدامات حکومت ایران در قبال شهروندان بهائی خود را پیوسته محکوم می‌کنند. در طول این سال‌ها تعداد فزاینده‌ای از ایرانیان، چه در داخل و چه در خارج از ایران، با صدایی رسا نسبت به آزار و اذیّت بهائیان اعتراض و آن را محکوم کرده‌اند. در نوامبر ۲۰۱۸ گروهی از روشن‌فکران مسلمان ایرانی «نقض سیستماتیک و عمیقاً ریشه‌دار حقوق شهروندان بهائی» را محکوم کردند و آن را «غیرانسانی و مغایر با تعهدات دینی و اخلاقی» توصیف نمودند.
به گفتهٔ جامعهٔ جهانی بهائی، «در طول چهار دهه آزار و اذیّت سیستماتیک بهائیان در ایران، همیشه واکنش و اعتراض بین‌المللی در جلوگیری از تشدید خشونت بسیار حیاتی بوده‌است».

### واکنش بهائیان؛ استقامت سازنده
علیرغم این واقعیت که بهائیان تنها اقلیت غیرمسلمان ایران هستند که مقام الهی محمد را پذیرفته و اعتبار قرآن را به رسمیت می‌شناسند، ولی آنها به‌طور مداوم از حقوق اوّلیّهٔ مدنی اعطا شده به سایر گروه‌های اقلیت مذهبی در کشور محروم می‌شوند. از سال ۱۸۴۴ میلادی افراد و جوامع بهائی در ایران «آماج مکرر تبلیغات خصمانه و سانسور، حذف و طرد اجتماعی، محرومیت از حقّ تحصیل و اشتغال، محرومیت از روند دادرسی عادلانه، غارت و تخریب اموال، مصادرهٔ دارایی‌های فردی و جمعی، آتش‌افروزی عمدی، تحریک به خشونت اوباش، دستگیری‌ها و زندان‌های خودسرانه، شکنجه‌های جسمی و روانی، تهدید به مرگ، اعدام و ناپدید شدن قهری بوده‌اند. تمام این آزارها در جهت از بین بردن جامعه بهائی بوده‌است.»

بهائیان ایران از ابتدای پیدایش آیین بهائی در اواسط قرن نوزدهم همیشه به عنوان یک اقلیت تحت ستم و آسیب‌پذیر در ایران زندگی کرده و دوره‌های مکرری از آزار و اذیّت خشونت‌آمیز را تجربه کرده و می‌کنند. این دوره‌ها از تحریکات علماء بر منابر و همچنین تبلیغات رسانه‌ای نشأت می‌گیرند که منعکس‌کننده تلاش حساب‌شدهٔ حکومت برای مسموم کردن احساسات عمومی نسبت به بهائیان و ارعاب ایرانیان منصف و دلسوزی است که ممکن است برای دفاع از آنها اقدام کنند. دوره‌های آزار و اذیّت خشونت‌آمیز به مسموم کردن احساسات عمومی منتهی نمی‌شود. حکومت مستقیماً نیز به شدّت حقوق بهائیان را نقض می‌کند و آنها را به عناوین مختلف مثل در خصوص مسئلهٔ حجاب و سیل سراسری که در سال ۲۰۲۲ رخ داد سپر بلا می‌کند. بهائیان ایران که در طی تقریباً هجده دهه، آزار و اذیّت دائمی را تجربه کرده و می‌کنند «از پذیرفتن فرهنگ قربانی‌سازی یا پاسخ به ستمگران خود با نفرت امتناع می‌ورزند»، در عوض آنها همواره با «مقاومت سازنده» با آزارها و مخالفت‌ها برخورد می‌کنند. بهاءالله در نوشته‌های خود چنین واکنشی را در میان مؤمنان اوّلیّه تشویق و تمجید کرد و بدین ترتیب الهام بخش نسل‌های بعدی شد:
ای دوستان بر شما وارد شده آنچه بر نفس حق وارد شده. الحمدلله ظلم ننمودید و مظلوم واقع شدید. در صدد اذیت نفسی نبودید و به منتهی اذیت مبتلا گشتید. از برای خلق، به کمال شفقت، از حق رحمت خواستید، سطوت نقمت دیدید؛ آزادی خواستید، به اسیری رفتید…. وصیت این مظلوم آن که این مقام بلند اعلی را از دست مدهید؛ از شئون انسانیت در هیچ احوال خارج نشوید. … بشنوید و نگویید؛ عطا نمایید و در صدد اخذ عطا نباشید. ان‌شاءالله اَمام وجوه هر یک از شما عَلَم عدل و رایة عقل مشاهده شود و البتّه از این اعمال پاک و اخلاق پاکیزهٔ طاهره انوار عدل که از ظلم ظالمین محجوب و مستور است به اسم الهی اشراق نماید ….
بهائیان به جای «تسلیم شدن در برابر ظلم و ستم، شجاعانه به همان مقاماتی که به دنبال آزار و اذیّت‌شان هستند مراجعه می‌کنند، در برخورد با آزار و اذیّت‌های دینی به تعالیم اسلامی استناد می‌کنند و با استفاده از استدلالات حقوقی که بر قوانین ایران و قانون اساسی کشور مبتنی است برای گرفتن حقوق مشروع خود از مقامات دولتی تلاش می‌کنند.
آثار بهاءالله از «توانمندسازی» برای مواجه با ظلم سخن می‌گوید. این «توانمندسازی» روشی برای ریشه‌کن کردن ظلم است و از تحقق و شکوفایی نیروی روحانی درونی انسان نشأت می‌گیرد، از طریق زور، خشونت یا هر شکلی از اجبار و تهدید حاصل نمی‌شود، بلکه تنها از طریق بیداری قوای روحانی و آگاهی به دست می‌آید. بنابراین برای بهائیان مواجهه با ظلم از طریق خشم و نفرت نسبت به ظالم انجام نمی‌پذیرد بلکه از طریق عشق‌ورزی به تمام مردمان بر اساس اعتقاد به کرامت و شرافت نوع انسان انجام می‌شود. از این منظر کسی که در مقابل بی‌عدالتی می‌ایستد، نه برای خواری ظالم چنین می‌کند بلکه هدفش این است تا کرامت انسانی و حقوق مظلوم را بازگرداند و به ظالم کمک کند تا بر خودبیگانگی، انسانیت‌زدایی از خویش و دیگران و مقابله با نفس ظلم چیره شود. چنین روشی نه تنها نیاز به امتناع از خشونت فیزیکی دارد، بلکه مستلزم نفی خشونت لسانی و عاطفی نیز هست.
برخلاف انتظار حکومت اسلامی که از سرکوب برای از بین بردن کامل جامعهٔ بهائی استفاده می‌کند، جامعهٔ بهائیان ایران در زیر فشار تبدیل به یک جامعه‌ای خودجوش شده‌است که استقامت سازنده را به جای درگیری با حکومت یا تسلیم عقیده و ایمان، که برخلاف تعالیم بهائی است، پیش گرفته‌است. دلایل استقامت بهائیان در ایران زیاد است. دلیل اوّل آن تلاش آنان برای احقاق حقوق حقّه‌ی‌شان است. آنها در ایران به دنیا آمده‌اند و همانند همهٔ افراد باید حقّ زندگی در کشور مورد انتخاب خود را داشته باشند. آنان ایران را انتخاب کرده‌اند و می‌خواهند در کنار هموطنان‌شان در آسایش زندگی کنند. آنها باور دارند که این حقّ باید با توسعهٔ تمامیت فردی و تمام حقوق پایه‌ای همراه باشد و در طیّ این چهار دهه‌ای که مورد سرکوب قرار گرفته‌اند همچنان به استقامت سازندهٔ خود برای احقاق این حقوق ادامه داده و می‌دهند. یکی از مثال‌های بارز این استقامت سازنده به وجود آوردن مؤسّسهٔ علمی است که در آن استادان بهائی به دانشجویان بهائی تدریس می‌کنند تا خلأیی که حکومت با منع کردن آنها به رفتن به دانشگاه‌ها به وجود آورده‌است پر کنند. دلیل مهم دیگری که بهائیان می‌خواهند در ایران بمانند این است که می‌خواهند به هم‌وطنان خود خدمت کنند، و آن کشور را آباد کنند زیرا به وطن‌شان عشق می‌ورزند. ایران کشوری است که بهاءالله، پیامبر خدا، در آن ظاهر شده و به همین دلیل از اهمیّت خارق‌العاده‌ای برخوردار است. بهاءالله تعالیمی آورده که شامل تساوی حقوق زن و مرد، اتّحاد، و وحدت در کثرت است و این تعالیم تنها مختص ایران نیست و قرار است جهانی فارغ از جنگ، ستیز و تفرقه به وجود آورد که مانندش را احدی تا به حال ندیده‌است. بهائیان ایران هم در تلاشند تا با وجود آزارها، اذیّت‌ها، نفرت‌پراکنی‌ها و تفرقه‌هایی که حکومت در صدد است علیه آنها به وجود آورد، عشق، محبت، و اتّحاد را در جامعهٔ ایران ترویج دهند.
تعداد فزاینده‌ای از کشورها، سازمان‌های حقوق بشری و مردم در سراسر جهان در سال‌های اخیر حکومت ایران را به دلیل ادامهٔ آزار و اذیّت سیستماتیک بهائیان محکوم کرده‌اند. در خود ایران، تعداد فزاینده‌ای از افراد، «از جمله روشن‌فکران، روزنامه‌نگاران، فعّالان، سینماگران، هنرمندان و تعدادی از روحانیون» با اذعان به این نکته که وضعیت بهائیان در آن کشور «سنگ محک وضعیت کلی آن جامعه و توانایی آن برای پاسداری از حقوق تک تک شهروندان است»، حمایت خود را از حقوق بهائیان اعلام کرده‌اند. همچنین «شهروندان عادی روز به روز بیشتر از دوستان و همسایگان بهائی خود پشتیبانی می‌کنند، از کسب و کارشان حمایت و به اخراج آنها از مدارس اعتراض می‌کنند.."
علی‌رغم تمام مشکلات روزمره، فشارهایی که بهائیان در ایران با آن مواجهند و تلاش‌هایی که توسط حکومت ایران انجام می‌شود تا آنها را تشویق به ترک وطن کند، بسیاری از بهائیان ماندن در وطن را انتخاب می‌کنند و عمیقاً معتقدند که شرکت در توسعه و پیشرفت کشور حتّی اگر به اندازهٔ ناچیزی در مشارکت با هموطنان‌شان باشد، مسئولیت وجدانی آنهاست.

## زنان بهائی
یکی از اعتقادات اساسی آئین بهائی برابری زنان و مردان است و زنان به مشارکت کامل در تمامی عرصه‌های اجتماع تشویق شده‌اند که لازمهٔ آن تحول و تغییر همه‌جانبه در ذهن و قلب افراد، چه زن و چه مرد، و نیز در ساختارهای اجتماع است. بر این اساس، در اوایل سال‌های ۱۳۰۹ شمسی، زنان بهائی به مشارکت در جامعه در حوزه‌های اداری و اجتماعی پرداختند. انجمن ترقی نسوان در ۱۳۲۳ شمسی تشکیل گردید، تا فعّالیّت زنان در سراسر کشور را سازماندهی نماید. از جمله بعضی از دست‌اوردهای این انجمن و مؤسّسات پشتیبان آن در مناطق مختلف ایران، برگزاری اوّلین کانونشن انجمن ترقی نسوان در تهران در ۱۳۲۶ شمسی است که متعاقب آن کنفرانس‌های منطقه‌ای، تجمعات آموزشی، و کلاس‌های منظم برای آموزش زنان بی‌سواد شکل گرفت.
در نتیجهٔ تلاش‌های مستمر و کلاس‌های آموزشی، خصوصاً در برنامهٔ چهار ساله برای زنان بهائی ایرانی (۱۳۲۵–۱۳۲۹ شمسی)، زنان به اندازهٔ کافی اعتماد به نفس و توجّه اجتماعی کسب نمودند تا بتوانند عهده‌دار وظایف محوله به ایشان در جامعه گردند. زنان بهائی برای اوّلین بار در ۱۳۳۳ شمسی توانستند به عضویت محافل روحانی درآیند. تا فروردین ۱۳۵۲ بی‌سوادی در بین زنان بهائی زیر چهل سال در سراسر کشور ریشه‌کن گردید. در سال‌های قبل از ۱۳۵۸ شمسی، زنان بهائی ایران در فعّالیّت‌های گوناگون بهائی مشارکت داشتند. پس از انقلاب اسلامی نیز، زنان بهائی نقش‌های مؤثّری در فعّالیّت‌های شهری و روستایی ایفا کردند، بسیاری از آنها به خاطر چنین فعّالیّت‌های بشردوستانه‌ای به زندان افتاده و بیش از بیست نفر آنان اعدام شدند.

## جوانان بهائی
جوانان نقش بسزایی در نوسازی عالم بشریت بر اساس تعالیم بهاءالله دارند زیرا آنها درکی عمیق از مقتضیات عصر جدید نشان می‌دهند و همت و شهامتی شگفت‌انگیز دارند. جوانان بهائی در ایران هم از همان ابتدای تاریخ آئین بهائی نقش‌های مؤثّری در سرنوشت مادی و معنوی جامعه در طی تاریخ ایفا کرده‌اند، امّا فعّالیّت‌های منظم جوانان بهائی به تأسیس اوّلین گروه جوانان در تهران به سال ۱۳۰۸ شمسی برمی‌گردد، که خیلی زود منجر به تشکیل دیگر گروه‌های جوانان در تمامی نقاط دیگر در کشور گردید. در سال‌های ۱۳۲۸–۱۳۲۹ شمسی مجموعاً ۲۰۷ لجنهٔ جوانان در ایران موجود بود و آنها عهده‌دار فعّالیّت‌های جوانان، از قبیل برگزاری کلاس‌ها و کنفرانس‌های منظّم جهت تعمق و ازدیاد معلومات دینی جوانان، تأسیس کتاب‌خانه و انجمن‌ها، کلاس‌های سوادآموزی، کلاس‌هایی برای کودکان، برگزاری نمایشگاه‌های هنر و صنایع دستی، و معرفی تعالیم بهائی به غیر بهائیان بودند.
از سال ۱۳۲۵ شمسی، کانونشن‌های ملّی جوانان در ایران تشکیل شدند تا جوانان را فعّال و فعّالیّت‌های آنان را هماهنگی کنند. گزارش‌ها گویای این است که در طی چند سال، بین اواخر سال‌های ۱۳۳۹ شمسی و اوایل سال‌های ۱۳۴۹ شمسی، بیش از ۱۵۰۰ جوان بهائی به اقصی نقاط ایران مهاجرت کردند و بیش از ۱۰۰ جوان در خارج از کشور ساکن شدند. کارایی و تعداد لجنه‌های محلی جوانان در سال‌های قبل از انقلاب اسلامی ۱۳۵۸ شمسی افزایش یافته بود. این لجنه‌ها توسط لجنهٔ ملّی جوانان مستقر در تهران همراهی و حمایت می‌شدند.

## تعلیم و تربیت
در آئین بهائی تأکید زیادی بر اهمیت تعلیم و تربیت وجود دارد و تعلیم و تربیت به عنوان یکی از عوامل اصلی پیشرفت معنوی و مادی فرد و اجتماع در نظر گرفته می‌شود. آثار بهائی بیان می‌کنند که با تعلیم و تربیت است که استعدادهای و توانمندی‌های بالقوه افراد پرورش می‌یابد. یکی از اهداف تعلیم و تربیت در آئین بهائی توانمندسازی افراد برای خدمت به جامعه است. آثار بهائی یکی از وظایف اصلی والدین را تعلیم و تربیت فرزندان خود می‌داند و به خصوص تأکید ویژه ای بر تعلیم و تربیت فرزندان دختر قرار می‌دهد زیرا در آینده به عنوان مادر نسل بعد را پرورش می‌دهند. تعالیم بهائی هم به لزوم تربیت معنوی و اخلاقی فرد و هم به تعلیم و آموزش انسانی از جمله کسب علم و یادگیری هنر و فن و حرفه تأکید دارند.
یکی از فعالیت‌ها بهائیان در این راستا مؤسّسه‌ای بود مشابه مؤسّسهٔ آموزشی، نیایشی و تفریحی‌ای که در آمریکا در سال ۱۳۰۶ شمسی پا گرفته بود. این مؤسّسه در ایران تحت عنوان مدارس تابستانی بهائی در سال ۱۳۱۸ شمسی شکل گرفت. اوّلین مدرسهٔ تابستانهٔ بهائی ایران در حاجی‌آباد برگزار شد. این مکان در حدود چهل کیلومتری شمال شرقی تهران قرار داشت که شامل سه دوره و هر دوره، ده روزه بود که در مجموع ۲۱۴ بهائی شرکت کردند (جهان بهائی جلد ۸ صفحه ۷۸). مدارس تابستانی به مدّت چندین سال در نقاط مختلف تهران و دیگر استان‌ها برگزار گردیدند. محل دائمی مدارس تابستانه که تحت حمایت محفل روحانی ملّی بود، در حدیقه، بنایی در دامنهٔ کوه البرز در شمال شرقی پایتخت، برگزار می‌شد و هر ساله صدها نفر در آن شرکت می‌کردند.
از سال ۱۲۷۷ شمسی، کلاس‌های درس اخلاق در تهران و دیگر مراکز بهائی برگزار شدند. در سال‌های اخیر، توجّه زیاد و تخصصی به آموزش و ترقی کودکان بهائی معطوف می‌گردید، و تعداد قابل ملاحظه‌ای نشریات هم برای کودکان در ایران تهیه شد.

### مدارس بهائی

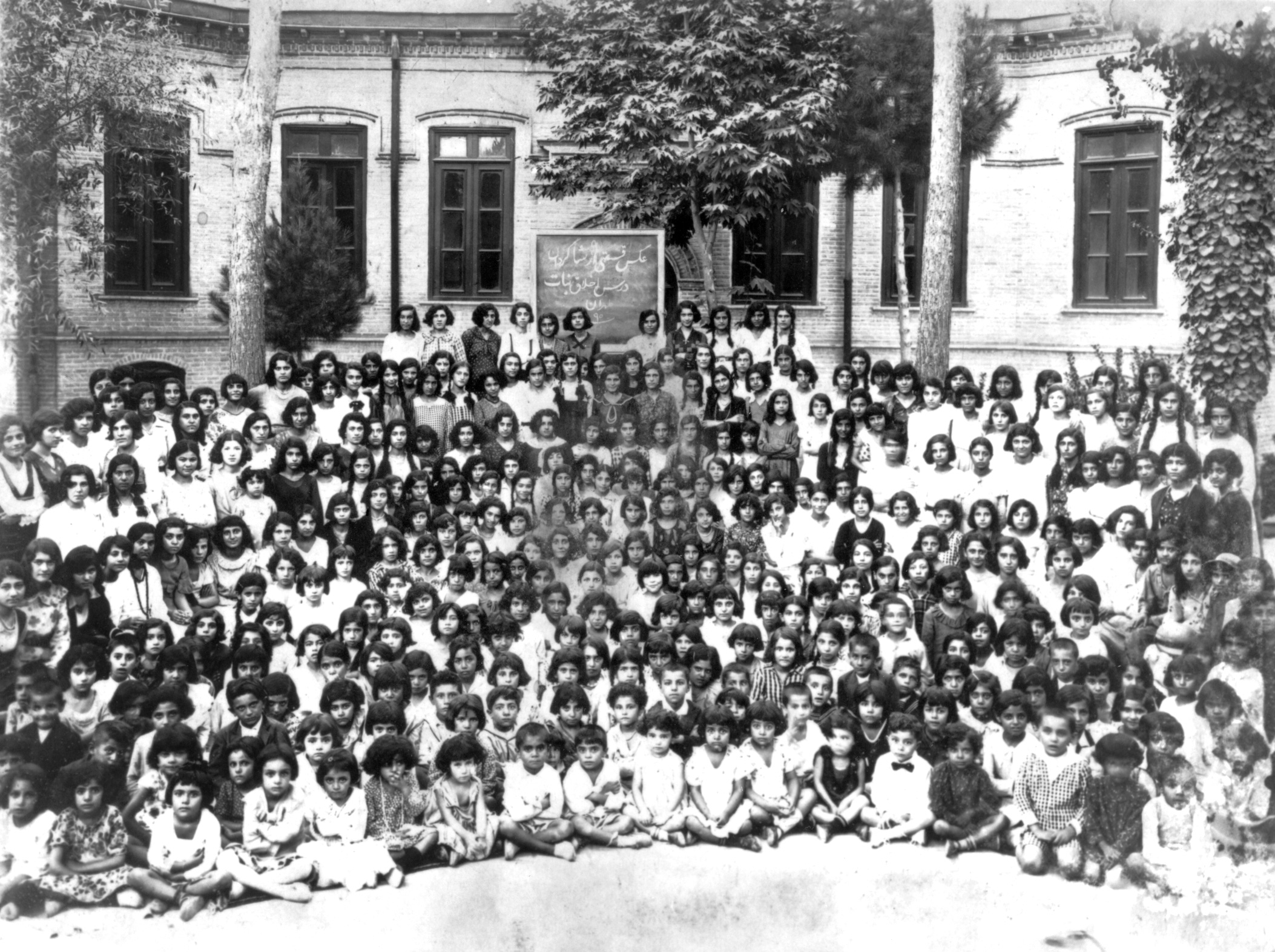
مدرسه دخترانه بهائی تربیت در تهران

مدارس بهائی مؤسّسات آموزشی بودند که مؤسس و اداره‌کنندهٔ آن‌ها جامعهٔ بهائی در نقاط مختلف ایران و عشق آباد بود، که دولت آن‌ها را به رسمیت می‌شناخت، و بر اساس اصول بهائی از سال ۱۲۷۶ شمسی تا ۱۳۰۸ شمسی در عشق آباد و تا ۱۳۱۳ شمسی در ایران اداره می‌شدند.
دیانت بهائی تأکید زیادی بر آموزش کودکان در جنبه‌های جسمانی، انسانی، اخلاقی و معنوی دارد، ی، و اهمیّت این موضوع در نوشته‌های بهاءالله مطرح شده و آموزش کودکان، هم دختر و هم پسر را از وظایف والدین می‌داند. البته بر اساس باور بهائیان، تعلیم و تربیت کودکان فقط بر عهدهٔ والدین نیست، جامعه نیز سهم مهمی در این‌باره ایفا می‌کند. فرزند ارشد وی، عبدالبهاء، که جانشین او نیز بوده این موضوع را با جزئیات بیشتری توضیح می‌دهد. آزار مداوم و طولانی جامعهٔ بهائی که با نهضت بابی در سال ۱۲۲۳ شمسی در ایران آغاز و در دوران رسالت بهاءالله ادامه داشت (۱۲۷۱ شمسی)، مانع آموزش مستمر و رسمی کودکان بهائی تا سال ۱۲۷۶ شمسی گردید. تا آن موقع دروس ابتدایی در منازل افراد بهائی و به‌طور خصوصی ارائه می‌شدند. این دروس عمدتاً حول محور آموزش ادبیات فارسی و عربی و تاریخ و آثار دیانت بهائی بودند. آموزش این دروس در آغاز جوامع بهائی، در روسیه، ترکمنستان، برمه و در نقاط مختلف ایران مانند نجف آباد، نزدیک اصفهان برگزار می‌شدند.
بهائیان ایران در پی یافتن راه‌هایی برای اجرای اصول بهائی در زمینهٔ تعلیم و تربیت و با توجّه به رهنمودهای عبدالبهاء، بیش از ۳۰ مدرسهٔ بهائی به تدریج، و هر وقت که موقعیتی دست می‌داد، در سراسر ایران و در چند محل در هندوستان، مصر، ترکیه، فلسطین و روسیه تأسیس گردیدند. اوّلین مدارس بهائی که از طرف جامعهٔ بهائی حمایت، مدیریت و تأمین مالی می‌شدند، در تهران و عشق آباد تأسیس شدند، و بعد از راه اندازی این مدارس، مدارسی هم در روسیه، ترکمنستان، و متعاقب آن مدرسه توکل در قزوین تأسیس گردیدند، و سپس مدارس تأیید، محبت (برای دختران) در همدان، وحدت بشر در کاشان، معرفت در آران (نزدیک کاشان)، مدرسهٔ ترقی در شهمیرزاد (نزدیک سمنان)، میثاقیه در نیریز، و مدارسی هم در آباده، قمرود (نزدیک کاشان)، نجف‌آباد، بَهنَمیر (نزدیک ساری)، مریم‌آباد و مهدی‌آباد (نزدیک یزد)، بارفروش (بابل)، ساری، بشرویه (در خراسان)، اشتهارد (نزدیک کرج)، و مدارس دیگری در خارج از ایران در تاشکند، مرو اسکندرون (در ترکیه)، دایدانو (در برمه) تأسیس شدند. مدارس بهائی اگر چه توسط بهائیان تأسیس می‌شد، به روی همگان باز بود و در آنها دانش‌آموزانی با پیشینه‌ها و عقاید گوناگون اَعم از بهائی، مسلمان، زرتشتی، یهودی، مسیحی و … در کنار یکدیگر به تحصیل می‌پرداختند.
مدرسهٔ تربیت در تهران در سال ۱۲۷۶ شمسی تأسیس گردید و دو سال پس از تأسیس آن، حکومت آن را به رسمیت شناخت. مؤسّس مدرسهٔ تربیت، حاجی میرزا حسن ادیب ایادی (۱۲۹۷ شمسی) بود. طولی نکشید که مدرسهٔ تربیت به خاطر زحمات مربیانش، برنامه‌های آموزشی با کیفیت و مدرن آن، و نظم و انضباط بالای آن، تبدیل به یکی از بهترین و مشهورترین مدارس ایران گشت. مدرسهٔ تربیت ابتدا در سال‌های اوّلیّهٔ تأسیس خود، توسط افراد بهائی حمایت مالی می‌شد، امّا همچنان که در سال‌های بعد توسعه یافت، محفل روحانی محلی تهران کمیسیونی را برای مدیریت آن تشکیل داد. در میان مدیران اوّلیّهٔ این مدرسه، دکتر عطاالله بخشایش (۱۳۲۳ شمسی) و دکتر محمد منجّم (۱۲۹۹ شمسی) را می‌توان نام برد. سپس بعد از آنها، عزیزالله مصباح (۱۳۲۴ شمسی) و علی اکبر فروتن از مدیران آن شدند. بر اساس گزارشی، این مدرسه در سال ۱۲۹۰ شمسی مجموعاً ۳۷۱ دانش‌آموز در ۸ سطوح درسی (در ۱۱ کلاس درس)، ۱۸ نفر کادر تدریس، و ۴ نفر پرسنل داشت. تا سال ۱۹۳۲ (۱۳۱۱ شمسی)، این مدرسه ۶ سطوح درسی مقدماتی و ۴ سطوح درسی متوسطه ارائه می‌داده‌است، که از ۲۶ مربی آن، ۲۰ نفر بهائی، و از ۵۴۱ دانش آموز آن ۳۳۹ نفر بهائی، ۱۷۵ نفر مسلمان، ۲۱ نفر مسیحی، ۴ نفر یهودی و ۲ نفر زرتشتی بودند.
تأسیس مدارس تربیت مخصوص دختران تلاش جامعهٔ بهائی ایران برای اجرای اصل تعلیم و تربیت با تأکید بر اهمیت آموزش دختران بود. این مدرسه توسط دکتر عطاالله بخشایش در سال ۱۲۹۰ شمسی، به کمک تعدادی از بهائیان آمریکایی با نام‌های، خانم لیلیان کُپس، دکتر سوزان موودی، دکتر جنی‌ویو کُی، و خانم ادلاید شارپ و با همکاری نزدیک همکاران بهائی ایرانی و غیر بهائی وی تأسیس گردید. این مدرسه با ۶ سطوح درسی آغاز به کار کرد و برای دختران تا سنّ ۲۰ سالگی دروس ویژه‌ای داشت. گنجایش این مدرسه در حدود سال ۱۲۹۸ شمسی به ۴۰۰ دانش‌آموز رسید. گنجایش این مدرسه در ده سال پس از آن توسعه یافته توان ارائهٔ ۱۱ سطوح درسی به ۷۱۹ دانش‌آموز را، که ۳۵۹ نفر از آن‌ها بهائی، ۳۵۲ نفر مسلمان و ۸ نفر یهودی بودند پیدا کرد.
در ۱۳۱۳ شمسی دولت رضا شاه به دلیل اینکه یکی از مدارس بهائی در یکی از روزهای تعطیلی بهائی مدرسه را بسته بود، حکم تعطیلی دائم حدود ۶۰ مدرسهٔ بهائی را صادر کرد.

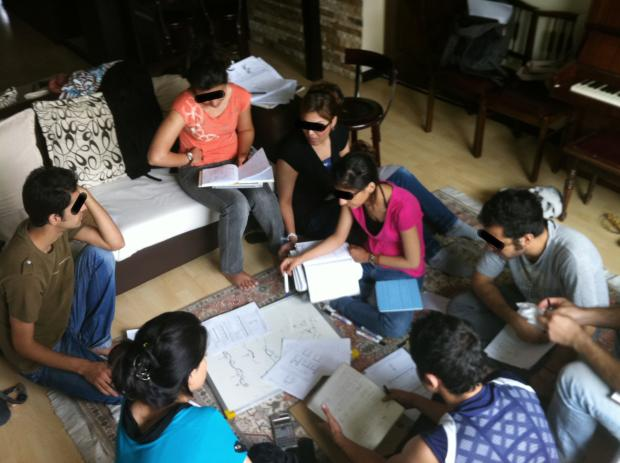
عکسی از برخی از دانشجویان مؤسسه آموزش عالی بهائی

### دانشگاه علمی آزاد
از دیگر نمونه‌های تلاش‌های جامعه بهائی ایران برای امر آموزش تأسیس دانشگاه علمی آزاد است که در سال ۱۳۶۶ به منظور فراهم کردن امکان تحصیلات عالیه برای بهائیان محروم از تحصیل ایجاد شد. دانشگاه علمی آزاد به عنوان یکی از معدود موسسات خودجوش شناخته می‌شود که در یک جامعهٔ بسته و محدود امکان تحصیلات دانشگاهی را برای محرومان از این حق فراهم می‌کند. همچنین از این دانشگاه به عنوان نمونه‌ای از استقامت سازنده و صلح‌آمیز علیه ظلم و ستم و مثالی از توان‌مندسازی از طریق آموزش یاد می‌شود. نتایج مطالعاتی که بر روی دانشگاه علمی آزاد صورت گرفته نشان می‌دهد که این دانشگاه یک «فضای اجتماعی» برای دانشجویان و استادان فراهم می‌آورد که بتوانند با همسالان و همکارانی که به مانند خود از آزار و اذیت و تبعیض مذهبی رنج می‌برند ارتباط برقرار کنند، از نظر آکادمیک و اجتماعی فعال باقی بمانند و اصولی همچون یادگیری، تاب آوری به پشتوانهٔ حمایت‌های بین‌المللی و فداکاری‌های جامعه، خدمت به جامعه، و مقاومت در برابر محرومیت‌های اجتماعی-سیاسی را جامهٔ عمل بپوشانند.

## نشریات
از آغاز آئین بهائی در ایران، هزاران نفر از پیروانش نامه‌هایی از باب، بهاءالله، و عبدالبهاء دریافت نمودند. این مکاتیب و الواح، که در بین دریافت‌کنندگان پخش شده‌اند، بخش قابل ملاحظه‌ای از متون و آثار رسمی را تشکیل می‌دهند که جمع‌آوری، حفاظت، و رونویسی از آن‌ها جزء بالاترین مسئولیت‌های محافل محلی و ملّی ایران محسوب می‌شدند؛ بنابراین تاکنون بیش از سی جلد از این مکاتبات منتشر شده‌اند.
یکی از موفّقیّت‌های جامعهٔ بهائی، تأسیس مؤسّسهٔ مطبوعات امری در سال ۱۳۳۸ شمسی بود. از سال ۱۲۷۸ شمسی متون بهائی توسط میرزا علی اکبر روحانی ملقب به محب‌السلطان و دیگران نسخه‌برداری و تکثیر شدند. گرچه قوانین کشور مانع از این می‌شد که بهائیان نوشتجات خود را چاپ ماشینی کنند، امّا با تأسیس مؤسّسهٔ مطبوعات امری، نوشتجات بهائی تا سال ۱۳۵۸ شمسی به‌طور مرتب تایپ یا خوشنویسی و منتشر می‌شدند، تا این که این مؤسّسه توسط حکومت اسلامی منحل گردید. بین سال‌های ۱۳۳۸ شمسی و ۱۳۵۸ شمسی صدها عنوان تولید و پخش گردید. مؤسّسهٔ مطبوعات امری همچنین مسئول نشر و پخش، بخشنامه، خبرنامه، بروشور، و مجلات نیز بود. تنها در سال ۱۳۵۳ شمسی، ۱۸۱۳۹۰ نسخه کتاب و بروشور که بالغ بر ۳۱ میلیون صفحه می‌گشت تولید گردید. در اوایل سال‌های ۱۳۴۹ شمسی، یک مرکز سمعی بصری در ایران راه‌اندازی شد که در طی چند سال از تأسیس آن رشد سریعی نمود. بر اساس گزارشاتی، در سال‌های ۱۹۷۰، این مرکز، ۲۷ نوار کاست شامل، دعا، ترانه، و نطق تهیه کرد که حدود ۴۰ هزار نسخه از آن تکثیر شد. این مرکز همچنین ۲۸ نوار فیلم تولید نمود. جامعهٔ بهائیان ایران، همچنین مجلات متعددی به چاپ رساند. یکی از محبوب‌ترین آن‌ها که هدفش پرورش ذهنی جوانان بهائی بود، آهنگ بدیع می‌باشد، که در ایران در سال ۱۳۲۴ شمسی به عنوان یکی از انتشارات لجنهٔ جوانان بهائیان تهران شروع به کار کرد، سپس محبوب شد و در اوایل سال‌های ۱۳۲۹ شمسی به یک مجلهٔ ملّی با ۱۲۰۰ آبونمان‌کننده تبدیل گردید. از سال ۱۹۵۵ تا سال ۶۰ میلادی (۱۳۳۴–۱۳۳۹ شمسی)، این مجله به علّت فشارهای روزافزون و محدودیت‌های دولتی، به مدّت پنج سال به حالت تعلیق درآمد. آهنگ بدیع به مدّت بیش از سه دهه منتشر گشت تا این که با شروع حکومت اسلامی در ایران متوقف گردید.

## مؤسّسات اجتماعی و اقتصادی
اوّلین شرکت خیریه در تهران در سال ۱۲۸۶ شمسی، با کمک‌های افراد بهائی برای تأمین منابع مالی مورد نیاز آن، تأسیس گشت تا از مبلغین بهائی، آموزش کودکان، کودکان یتیم، سالمندان و افراد معلول، و دانشجویان حمایت مالی کند. در سال ۱۲۹۶ شمسی یک شرکت نونهالان در قزوین تأسیس گردید. این شرکت حدود ۹۰۰۰ سهامدار و حدود ۱۷۰۰۰۰۰ دلار دارایی در سال ۱۳۴۶ شمسی داشت، یعنی نیم قرن بعد از تأسیس آن.
در سال ۱۳۱۹ شمسی، یکی از بهائیان سرشناس تهران به نام عبدالمیثاق میثاقیه، بیمارستانی را بنا کرده به جامعه بهائی اهدا نمود. این بیمارستان رشد سریعی داشت و پزشکان معتبری به استخدام آن درآمدند، و تجهیزات پزشکی پیشرفته‌ای نیز در آن به کار گرفته شد. این بیمارستان تبدیل به یکی از بهترین بیمارستان‌های تهران گردید. در اوایل سال‌های ۱۳۴۹ شمسی یک آموزشگاه پرستاری وابسته به این بیمارستان راه‌اندازی شد و این بیمارستان شعبه‌ای هم در بویراحمد دایر نمود. در سال ۱۳۱۹ شمسی، مؤسّسه‌ای جهت مراقبت از کودکان یتیم بهائی تأسیس گشت که سال‌ها در خدمت جامعه بود. یکی دیگر از خدمات عمومی جامعهٔ بهائی ساخت حمام‌های مدرن در بیشتر شهرها و روستاهای پر جمعیت در سراسر کشور بود که این حمام‌های مدرن جایگزین حمام‌های سنتی و غیر بهداشتی شدند. بعضی از این حمام‌ها توسط افراد بهائی ساخته و به مردم اهدا شدند، و بعضی‌ها هم با مشارکت و حمایت مالی کل جامعهٔ بهائی ساخته شدند.

## عرصه‌های بین‌المللی
جامعهٔ بهائیان ایران، به عنوان قدیمی‌ترین جامعهٔ بهائی در دنیا، از نظر فرهنگی و مادی، نقش بسزایی در رشد جامعهٔ جهانی بهائی در اوایل تاریخش ایفا کرده‌است. اوّلین جوامع بهائی در خاورمیانه و جنوب روسیه همگی بدون استثنا توسط تلاشهای بهائیان ایرانی که به این مناطق مهاجرت کرده بودند، تشکیل گشتند. بعدها تعداد دیگری از بهائیان ایران، به اطراف جهان سفر کرده و در نقاط مختلف دنیا جهت توسعهٔ آئین خود ساکن شدند. در طول نقشهٔ ده ساله (۱۹۵۳–۶۳) (۱۳۳۲–۱۳۴۲ شمسی) و فعّالیّت‌های متعاقب آن در سرتاسر جهان، جامعهٔ بهائیان ایران کمک‌های شایانی، هم از نظر مالی، و هم از نظر نیروی انسانی ارائه نمودند. تنها در سال‌های ۱۹۶۸–۱۹۷۳ (۱۳۴۷–۱۳۵۲ شمسی)، به عنوان بخشی از اهداف بین‌المللی نقشهٔ نه ساله (۱۹۶۴–۱۹۷۳) (۱۳۴۳–۱۳۵۲ شمسی)، ۳۵۰۰ بهائی ایرانی، به انتخاب خود هم در نقاط مختلفی در ایران، و هم در بسیاری از کشورهای دنیا ساکن گشتند.

### مهاجرین بهائی
لغت مهاجر در جامعهٔ بهائی به افرادی گفته می‌شود که به انتخاب شخصی خود، محل سکونت خود را ترک کرده در نقطهٔ دیگری، یا در داخل کشور خود یا در کشورهای دیگر، به نیت کمک به بهبود آن منطقه یا حمایت از دیگر جوامع بهائی در خدماتشان برای بهبود و پیشبرد زندگی افراد منطقهٔ جدید ساکن می‌شوند. دیانت بهائی رهبر مذهبی به عنوان یک شغل ندارد. در نتیجه این وظایف و فعّالیّت‌ها توسط افراد صورت می‌گیرد و تلاش برای بهبود جامعه‌ای که بهائیان در آن زندگی می‌کنند مسئولیت تک تک آنها می‌باشد.
در اوایل ظهور آئین بابی و بعد بهائی، مهاجرت برای آشنایی افراد با این آئین‌ها و تعلیمات سازندهٔ آن بود. باب از اوّلین هجده نفر پیروان خود که حروف حی گفته می‌شدند خواست، به سراسر ایران و دیگر ممالک در همسایگی به منظور رساندن پیام دیانت جدید به دیگران، سفر کنند. در موارد بسیاری بهاءالله از بهائیان خواسته بود تا بسیاری نقاط ایران یا به دیگر کشورها مثلاً هندوستان، سفر کرده تعالیم دیانت بهائی را در آن کشورها یا در بین اقوام و گروه‌های اجتماعی مختلف پخش کنند. چنین فردی را مبلغ می‌نامیدید که مدّت کمی در یک نقطه می‌ماند. شواهد زیادی وجود دارند که عبدالبهاء از بهائیان خواسته بود تا در نقاط مختلفی ساکن شوند، به عنوان نمونه، او از بهائیان تُرک‌زبان آذربایجان خواسته بود تا در شهرهای آناتولیا ساکن شوند.
بین سال‌های ۱۹۱۶–۱۹۱۷ (۱۲۹۵ شمسی)، عبدالبهاء نامه‌هایی را به بهائیان آمریکای شمالی به عنوان فرامین تبلیغی نوشت، که در آن‌ها مناطقی در اطراف دنیا ذکر شده بودند که خوب است بهائیان در آن‌ها ساکن شوند.
شوقی ربانی پانزده سال اوّل دوران رهبری جامعه بهائی را به ساخت مؤسّسات اداری بهائی گذراند. سپس در سال ۱۳۱۶ شمسی، او شروع به اجرای رهنمودهای عبدالبهاء مبنی بر فرامین تبلیغی نمود، و طرح‌های هدفمندی جهت توسعهٔ جوامع پدیدآورد و از محافل روحانی ملّی خواست تا بهائیان را به نقاطی بفرستند که در آنجا بهائیان بتوانند به پیشبرد روحانی، اجتماعی و اقتصادی آن جامعه کمک کنند.
در سال ۱۹۳۸، شوقی افندی در نامه‌های خود به ایران به لزوم مهاجرت بهائیان به منظور گسترش آیین بهائی اشاره کرد و اندکی بعد، بهائیان شروع به نقل مکان به حدود ۱۸۷ محل کردند، اغلب به روستاهایی در ایران که در آن بهائیان ساکن نبودند. بیشتر آنها به دلیل تعصبات از جانب ساکنان آن محل و فشارهای منبعث از آن مجبور به ترک آن محل می‌شدند. علاوه بر آن، از سال ۱۹۴۱، حدود ۱۴۵ خانوادهٔ بهائی ایران را ترک کردند تا در عربستان، عراق، افغانستان، بلوچستان، پاکستان و بحرین ساکن شوند. اکثر این خانواده‌ها در عراق ساکن شدند امّا دو سال بعد توسط دولت عراق اخراج شدند. یکی از آنها ابوالقاسم فیضی بود که در سال ۱۹۴۲ به همراه همسرش به بحرین نقل مکان کرد و بعدها به عنوان ایادی امرالله منصوب شد. در اکتبر ۱۹۴۷، محفل ملی ایران یک برنامهٔ ۴۵ ماهه را طرح کرد که طی آن بهائیان را تشویق کرد تا برای اسکان در بیست و دو محل جدید در ایران و همچنین در عراق، هند، بحرین، افغانستان و نقاط مختلف عربستان و خلیج فارس اقدام کنند. طی سال‌های ۱۹۵۱–۱۹۵۳، چند خانوادهٔ ایرانی به منظور کمک به برنامهٔ دو سالهٔ بهائیان بریتانیا به منظور تأسیس جوامع بهائی در سه کشور آفریقایی، به آفریقا نقل مکان کردند. یکی از آنها، موسی بنانی بود که، در سال ۱۹۵۱ به اوگاندا رفت و چند سال بعد به عنوان ایادی امرالله منصوب شد.
شوقی افندی در طیّ نقشهٔ ده ساله (۱۹۵۳–۱۹۶۳)، به هر یک از دوازده محفل ملّی بهائی آن زمان، طرحی برای گسترش آئین بهائی داد. این طرح از مهاجرین می‌خواست به ۱۳۱ کشور، سرزمین و جزیره‌ای که در آن آئین بهائی پا نگرفته بود، نقل مکان کنند. جامعهٔ بهائی ایران پذیرفت در تعدادی از کشورها جهت کمک و مشارکت در این مسیر اقدام کند. از جمله ۷ محل در آسیا و ۶ محل در آفریقا و همچنین تحکیم جوامع بهائی در ۱۲ منطقه دیگر در آسیا و ۲ منطقه در آفریقا بود.
هنگامی که بیت العدل اعظم تأسیس شد، یک برنامهٔ نه ساله برای گسترش آئین بهائی (۱۹۶۴–۱۹۷۳) به اجرا گذاشته شد که طی آن بهائیان ایران مسئولیت اصلی اعزام مهاجر به افغانستان، مغولستان و هفت جمهوری آسیایی شوروی را بر عهده گرفتند. مسئولیت این مناطق در طول برنامهٔ پنج سالهٔ بعدی (۱۹۷۴–۱۹۷۹) ادامه یافت. علاوه بر این در طول طرح اوّل، مسئولیت اعزام مهاجر به عربستان و ۶ کشور آفریقا نیز بر مسئولیت‌هایشان افزوده شد و در طرح دوم اهداف ثانویهٔ اسکان مهاجر در ۵۶ کشور دیگر در آسیا، آفریقا، اروپا و آمریکای جنوبی نیز به آنها سپرده شد.
بهائیان ایران برای مهاجرت به بسیاری از کشورها با مشکل ویزا مواجه بودند. برای مثال، در دههٔ ۱۹۴۰، بهائیانی که قصد داشتند به عربستان و بحرین مهاجرت کنند، ابتدا باید به عراق نقل مکان می‌کردند و مدّتی در آنجا ساکن می‌شدند تا ویزا بگیرند و به هدف نهایی خود برسند. مشکلات زبانی هم وجود داشت. این مشکلات با گذشت زمان کاهش یافت و در پایان برنامهٔ پنج ساله در سال ۱۹۷۹، بیت‌العدل اعظم اعلام کرد که بهائیان ایران در صدور مهاجر به سایر نقاط به مراتب از سایر جوامع بهائی جلوترند.
از سوی دیگر با وقوع انقلاب اسلامی در سال ۱۹۷۹، جامعهٔ بهائی ایران صدمات زیادی متحمل شد و بسیاری از بهائیان از ایران رفتند. البتّه فقط تعداد کمی توانستند در مناطقی که نیاز به مهاجر برای گسترش آئین بهائی داشت مستقر شوند. با توقیف نهادهای اداری بهائی در ایران، جامعهٔ بهائی ایران در برنامه‌های بعدی گسترش آئین بهائی برای هیچ هدف رسمی‌ای در نظر گرفته نشد. بسیاری از مهاجران ایرانی بهائی سختی‌ها و محرومیت‌های شدیدی را تجربه کردند و اغلب مجبور بودند در مناطقی ساکن شوند که استانداردهای زندگی پایین‌تری از آنچه به آن عادت کرده بودند داشت.